# Rad-Nationencup der Junioren 2008
Der Rad-Nationencup der Junioren 2008 war die 1. Austragung des Rad-Nationencups der Junioren, einer seit der Saison 2008 stattfindenden Serie der wichtigsten Rennen im Straßenradsport für Junioren.

## Rennen
| Datum                | Rennen                                           | Sieger (Fahrer)    | Sieger (Nationen)  | Führende Nation |
| -------------------- | ------------------------------------------------ | ------------------ | ------------------ | --------------- |
| 13. April            | Paris–Roubaix (Junioren)                         | Andrew Fenn        | Frankreich         | Frankreich      |
| 7. – 11. Mai         | Internationale Friedensfahrt (Junioren)          | Michał Kwiatkowski | Polen              | Polen           |
| 22. – 25. Mai        | Trofeo Karlsberg                                 | Michał Kwiatkowski | Polen              | Polen           |
| 12. – 13. Juli       | Grand Prix Général Patton                        | Sebastian Lander   | Dänemark           | Belgien         |
| 17. Juli             | Weltmeisterschaft im Einzelzeitfahren (Junioren) | Michał Kwiatkowski | Deutschland        | Polen           |
| 20. Juli             | Weltmeisterschaft im Straßenrennen (Junioren)    | Johan Le Bon       | Frankreich         | Polen           |
| 31. Juli – 3. August | Coupe des Nations Abitibi                        | Nathan Brown       | Vereinigte Staaten | Polen           |
| 19. – 21. September  | Istrien-Rundfahrt                                | Peter Sagan        | Belgien            | Belgien         |

## Gesamtwertung
| Position | Nation             | Punkte |
| -------- | ------------------ | ------ |
| 1        | Belgien            | 212    |
| 2        | Polen              | 194    |
| 3        | Dänemark           | 171    |
| 4        | Frankreich         | 159    |
| 5        | Vereinigte Staaten | 110    |
| 6        | Slowakei           | 106    |
| 7        | Australien         | 96     |
| 8        | Deutschland        | 91     |
| 9        | Niederlande        | 90     |
| 10       | Italien            | 82     |
| …        | …                  | …      |
| 12       | Österreich         | 61     |
| 19       | Schweiz            | 30     |